# Balassagyarmati Fegyház és Börtön
A Balassagyarmati Fegyház és Börtön büntetés-végrehajtási intézet Nógrád vármegye korábbi székhelyén, Balassagyarmat városban (Madách u. 2.). Költségvetési szerv, jogi személy. Alaptevékenysége a külön kijelölés által meghatározott körben az előzetes letartóztatással, a felnőtt korú férfi elítéltek fegyház és börtön fokozatú szabadságvesztésével, továbbá az elzárással összefüggő büntetés-végrehajtási feladatok ellátása. Felügyeleti szerve a Belügyminisztérium, szakfelügyeletet ellátó szerve a Büntetés-végrehajtás Országos Parancsnoksága.

## Története
Az intézet 1842 és 1845 között épült. Ritka építészeti megoldásai, – elsősorban  körcentrális alaprajza – miatt különösen értékes műemlék. Magyarország egyik legrégebbi működő büntetés-végrehajtási intézete.
Alapító okirata szerint 1847-ben létesült, bár átadására már 1845-ben sor került. Az ország első börtöne, amely kifejezetten ilyen célokra épült. Az épület kórházat, kápolnát, raktárakat és pincét is magába foglalt. A helyiségek egy része már keramit padozattal rendelkezett. A korabeli börtönökhöz képest száraz, világos és egészséges fogva tartási lehetőséget biztosított.
1995-ben új irodaépület épült, majd egy évvel később konyhát és étkezdét adtak át.
A fogvatartottak munkáltatását a 19. században a „Nógrád Megyei Rabdolgoztató Intézet” keretei között oldották meg. Az elítéltek foglalkoztatását jelenleg az intézet mellett működő Ipoly Cipőgyár Kft. szolgálja.

## Tervek jövőjéről
2013-ban a város képviselő-testülete új, 1000  fős börtön építését kezdeményezte a kormányzatnál. Új börtön építéséra ad okot, hogy már az 1845-ös megépítése óta 140-170%-os túlzsúfoltsággal működik, az épületben működő cipőgyár pedig hely hiányában nem tud fejlődni. Az építés érdekében az önkormányzat telkeket ajánlott fel Balassagyarmat határában és arra kérte a miniszterelnököt, hogy támogassa a kezdeményezést.
A megüresedő épületből és az egykori Vármegyeházából kulturális komplexumot, európai rangú börtönmúzeumot és luxus börtönhotelt terveznek kialakítani.